# Sphecozone ignigena
Sphecozone ignigena är en spindelart som först beskrevs av Eugen von Keyserling 1886.  Sphecozone ignigena ingår i släktet Sphecozone och familjen täckvävarspindlar. Inga underarter finns listade i Catalogue of Life.